# Câbles d'espionnage
 (septembre 2024).
Les câbles d'espionnage sont une série de documents divulgués par des agences de renseignement mondiales et publiés par Al Jazeera et The Guardian en 2015. Les documents divulgués datent de la période allant de 2006 à décembre 2014 et proviennent de communications entre l'Afrique du Sud et plusieurs agences de sécurité nationale ou de renseignement. Les agences impliquées dans cette fuite médiatique sont le Mossad, le Service fédéral de sécurité russe et d'autres agences de France, de Jordanie, d'Oman, des Émirats arabes unis, puis le service de renseignement britannique ainsi que des agences américaines, sans oublier un groupe de pays en Afrique.

## Contenu des fuites
- L'agence de renseignement israélienne Mossad est en désaccord avec les propos du Premier ministre israélien Benjamin Netanyahou concernant le programme nucléaire iranien. Un rapport rédigé par le Mossad est divulgué et écrit : « l’activité nucléaire de l'Iran ne veut pas dire qu'elle peut produire une arme nucléaire »[2].
- La CIA a tenté de contacter le Hamas malgré les sanctions américaines[2].
- Le leader de Greenpeace a été visé par le renseignement sud-coréen[2].
- Le président américain Barack Obama a « menacé » le président palestinien, en exigeant que la candidature de la Palestine soit retirée pour obtention de la reconnaissance en tant qu'État aux Nations unies[2].
- Les services de renseignement sud-africains ont espionné la Russie, dans le cadre d'un accord conjoint sur les satellites, représentant près de 100 millions de dollars[2].
- En 2012, l'Afrique du Sud et l'Éthiopie accusent le Soudan de comploter pour assassiner la chef de la Commission de l'Union africaine, Nkosazana Dlamini-Zuma, à Addis-Abeba.
- L'Afrique du Sud accuse Israël d'utiliser sa compagnie aérienne El Al comme couverture pour les mouvements de ses agences de renseignement.
- Le 28 juin 2012, un groupe affilié au Mossad menace l'Afrique du Sud d'une cyberattaque sur les secteurs bancaire et financier, après que le gouvernement sud-africain a soutenu le mouvement de boycott, désinvestissement et sanctions.
- Le 30 juillet 2012, le Mossad demande des informations détaillées sur le nouveau président de l'Égypte, Mohamed Morsi.